# Lepanthes skeleton
Lepanthes skeleton är en orkidéart som beskrevs av Carlyle August Luer och Rodrigo Escobar. Lepanthes skeleton ingår i släktet Lepanthes och familjen orkidéer. Inga underarter finns listade i Catalogue of Life.